# Bill Threlfall
William Winn „Bill“ Threlfall (* 24. April 1925 in Penang, Malaysia; † 7. März 2007) war ein britischer Tennisspieler und -kommentator aus England.
Threlfall kommentierte insgesamt 41 Jahre für verschiedene britische Fernsehanstalten die Wimbledon Championships sowie weitere Turniere und nahm selbst an Wimbledon im Mixed-Wettbewerb teil.

## Leben
Threlfall wurde in Penang geboren, wo sein Vater für den britischen Colonial Service arbeitete. Nach der Rückkehr der Familie nach England ging er auf die Brighton and Hove Grammar School.
Kurz nach seinem 18. Geburtstag im Jahr 1943 meldete er sich für den Einsatz im Zweiten Weltkrieg bei der Flottenluftabteilung der Royal Navy, der sogenannten Fleet Air Arm. Während des Kriegs war er zumeist im schottischen Orkney zum Aufspüren und Bekämpfen feindlicher U-Boote eingesetzt. Zum Ende des Krieges wurde er nach Asien versetzt, wo er auf die Bombardierung japanischer Stellungen vorbereitet wurde. Aufgrund der japanischen Kapitulation nach den Atombombenabwürfen auf Hiroshima und Nagasaki kam es aber nicht zu dem geplanten Einsatz. Auch nach dem Krieg blieb Threlfall bis 1965 bei der britischen Marine und wurde Hubschrauber-Pilotenausbilder.
Threlfall heiratete 1953 und hatte eine Tochter. Er starb im Jahr 2007 im Alter von 81 Jahren.

## Tenniskarriere
Während seiner Militärzeit gewann Threlfall die Tennismeisterschaften der britischen Royal Navy insgesamt acht Mal. Gemeinsam mit seiner Partnerin Jean Petchell nahm er am Mixedwettbewerb der Wimbledon Championships 1952 teil, verlor aber bereits in der ersten Runde.
Nach seiner aktiven Karriere spielte er in verschiedenen Seniorenwettbewerben und konnte unter anderem fünf Mal die britische Seniorenmeisterschaft gewinnen. In der Altersklasse der über 75-jährigen Herren wurde er bis auf Rang 18 der Senioren-Weltrangliste geführt.
Threlfall kommentierte im Jahr 1966 erstmals die Spiele der Wimbledon Championships für den britischen Fernsehsender ITV, später dann für die BBC zuerst im Radio und ab 1974 auch wieder im Fernsehen. Zusätzlich begann er ab 1989 auch weitere Turniere für Sky Sports zu kommentieren. Sein Kommentatorenstil wurde gerade im Vergleich zu seinem Kollegen Dan Maskell als harscher („adstringent“) bezeichnet. Trotz seiner langjährigen Verbundenheit mit dem Sport war er in seinen Bewertungen nicht nostalgisch und sah eine Entwicklung in der Technik und Athletik der Spieler über die Zeit.

“If you look back at matches from 30 years ago, it looks like they are playing under water, it's so slow.”

„Wenn man sich Spiele von vor 30 Jahren anschaut, sieht es aus, als würden sie unter Wasser spielen, so langsam ist es.“